# Trojanův mlýn

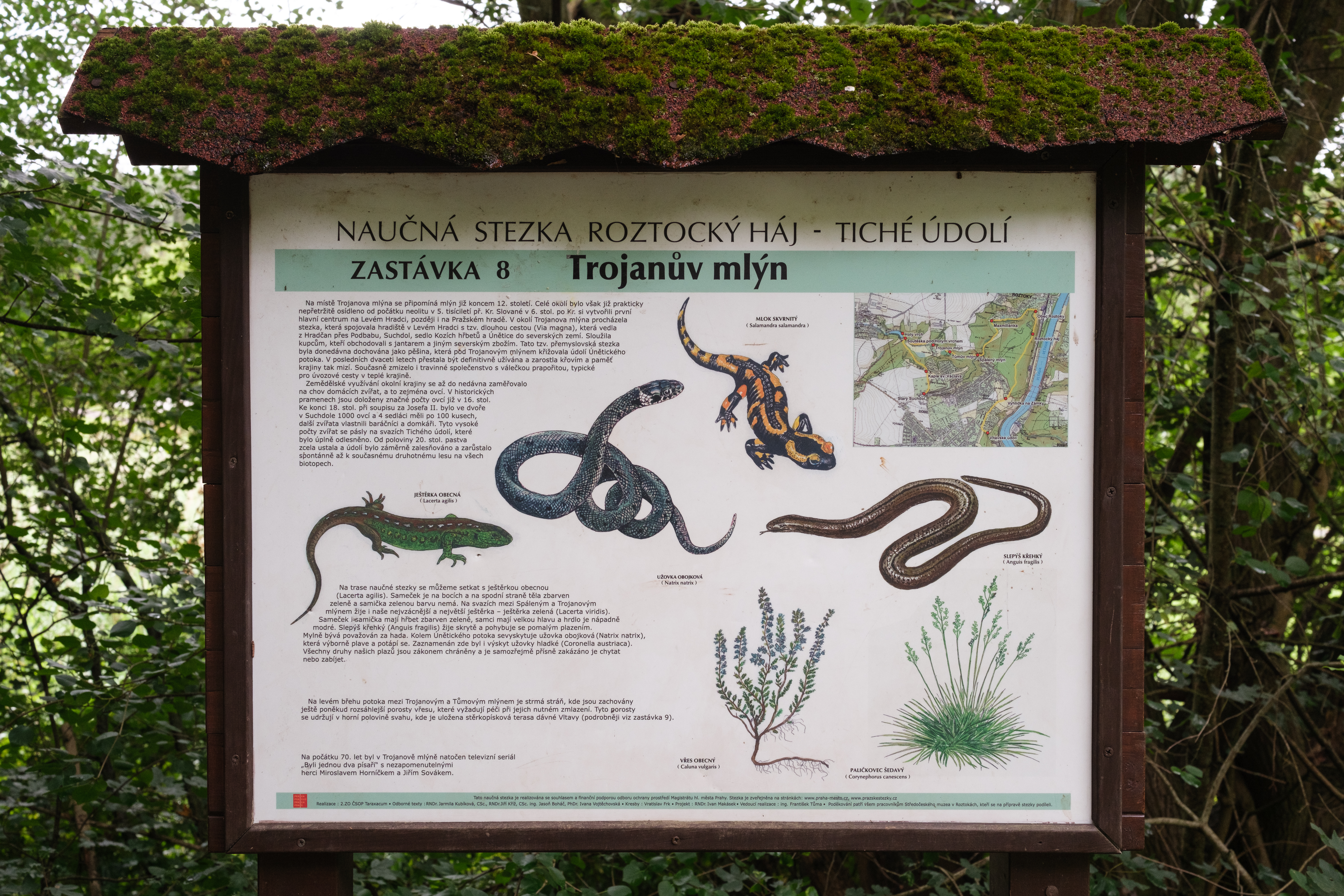
Informační tabule Trojanův mlýn na naučné stezce Roztocký háj – Tiché údolí

Trojanův mlýn je vodní mlýn v Praze 6-Suchdole, který stojí na Únětickém potoce v Tichém údolí. Od 30. května 2003 je chráněn jako nemovitá kulturní památka České republiky mimo ohradní zdi, brány a branky. Roku 2008 bylo rozhodnuto o nezrušení památkové ochrany.

## Historie
Vodní mlýn stojí na historické stezce, která spojovala hradiště na Levém Hradci s Pražským hradem. V místech mlýna původně zvaného „přední“ se mlelo obilí již v polovině 12. století.
V letech 1125-1140 založil kanovník Zbyhněv v místě dva mlýny; jeden z mlýnů o jednom vodním kole po dohodě s majitelem suchdolského statku tam, kde stojí Trojanův mlýn. Počátkem 13. století vlastnila Suchdol s mlýnem abatyše svatojiřského kláštera v Praze. V letech 1360-1378 byl dřevěný mlýn přestavěn na kamenný spolu se suchdolským dvorem a vsí.
Majitelé dvora s mlýnem se střídali. Koncem 17. století jej spolu s dvorem vlastnil klášter emauzských benediktinů, který jej rozšířil na dvě vodní kola. Během třicetileté války budovy zpustly, až roku 1713 je znám jako mlýn Jiřího Vodičky. Mlýn měl dvě vodní kola a větší nádrž pro chov ryb pro klášter. Mlynář měl povinnost semlít pro statek 52 pytlů obilí každý o váze 94 kg a pro pivovar připravit ječmen na slad. Odměnou mu byl obilný odpad a půl bečky piva z každé pivovarské várky. Ročně platil 52 zlatých za nájem mlýna, 12 zlatých za nájem 12 korců polí a luk a 50 zlatých na státních daních.
Roku 1730 koupila mlýn rodina Trojanova, která jej vlastnila až do roku 1857. Václav Trojan zakoupil roku 1806 kapli svatého Václava s přilehlým hřbitovem, opravil ji a nechal znovu vysvětit. Od roku 1821 pak vlastnil hospodu u silnice. Rodina se vykoupila z robotních závazků, ale dostala se do finančních potíží a majetek prodala. Nový vlastník mlýn roku 1858 rekonstruoval a od roku 1870 byla při mlýně pekárna zřízená stárkem Josefem Müllerem.
Roku 1922 celou usedlost koupil hostinský Ladislav Bayerle, který mlýn zrušil a přebudoval jej na restauraci U Trojanů. Přistavěl nové pavilony a mlýnskou nádrž přestavěl na koupaliště. Další vlastník, stavitel Šašek, upravil roku 1942 budovy na byty a jako památku na mlýn ponechal jedno vodní kolo. Další vlastník koupil areál pro zemědělskou činnost.

## Popis

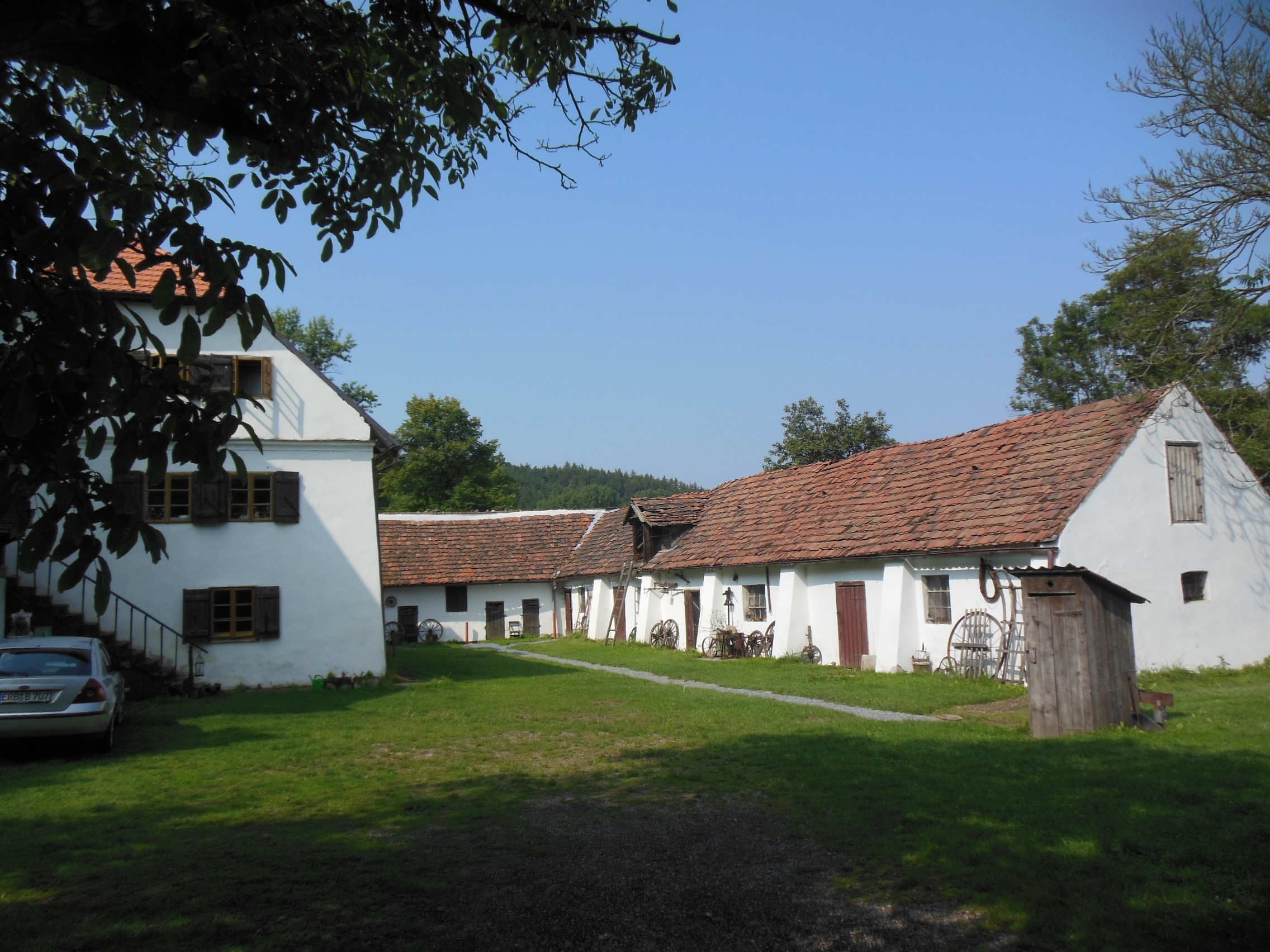
Trojanův mlýn

Hospodářská stavení jsou postavena na nepravidelném půdorysu písmena L. Od hlavního stavení jsou oddělena venkovním schodištěm s dřevěným zábradlím. Chlévy jsou situovány rovnoběžně s mlýnicí a od ní odděleny volným dvorkem. Budovy mají masivní zděné opěráky.
Nová část mlýna postavená ve 40. letech 20. století přiléhá od jihovýchodu ke starému stavení. Východně od mlýna je situována stodola vybudovaná koncem 18. století. Stavba má v přízemí i v prvním patře šestitabulková špaletová okna. Ve mlýnici tvoří tři širší na sebe navazující šestitabulková okna prosklený pás, další tři jednoduchá okna jsou také šestitabulková.
Dochovány jsou dřevěné dveře; masivní vstupní dveře do mlýnice jsou pravděpodobně replikou původních dveří z 2. poloviny 20. století. Dochovány jsou historické konstrukce a detaily a také původní dispoziční řešení interiéru v nejstarší části objektu - v historické mlýnici.

### Technické údaje
Roku 1930 měl mlýn 1 Francisovu turbínu o spádu 2,5 m a výkonu 4 HP.

## Odraz v kultuře
V místě pobýval malíř Mikoláš Aleš.
Mlýn je oblíbenou lokací pro natáčení filmů i reklam, natáčel se zde seriál Byli jednou dva písaři v režii Jána Roháče podle předlohy Gustava Flauberta, románu Bouvard a Pécuchet, scény z českých filmů Bestiář, Hlava – ruce – srdce, Signál nebo z amerického Agent bez minulosti.